# Escuadrón 516
El Escuadrón 516 (第五一六部隊?) era una fábrica secreta de armas químicas japonesas, operada por el Kempeitai, en Qiqihar, Manchukuo. El nombre de 516 era el nombre en clave (Tsūshōgō) del escuadrón.
Se estima que 700.000 (estimación japonesa) a 2.000.000 (estimación china) armas químicas de fabricación japonesa fueron enterradas en China. Hasta 1995, Japón se había negado a reconocer que vertió un gran cantidad de armas químicas en el río Yen de Manchuria y había dejado abandonadas muchas más.

## Armas químicas
- Fosgeno
- Cianuro de hidrógeno
- Cianuro de bromobencilo y Cloroacetofenona
- Difenil-cianoarsina and Difenilcloroarsina
- Tricloruro de arsénico
- Gas mostaza
- Lewisita

Al final de la Segunda Guerra Mundial, el Ejército Imperial Japonés enterró algunas de sus armas químicas en China, pero la mayoría fueron confiscadas por el Ejército Rojo de la Unión Soviética, Ejército Popular de Liberación y el ejército del Kuomintang, junto con otras armas. La Unión Soviética más tarde entregó estas armas a la República de China, que luego las enterraron. Las armas químicas japonesas fueron encontradas más tarde mezcladas con las armas químicas soviéticas y chinas. 
El Instituto Nacional Japonés de Estudios de Defensa tiene un registro de las armas japonesas confiscadas por el Ejército del Kuomintang, junto con una lista de los tipos de armas químicas. No se han encontrado registros de decomiso sobre la República de China y Rusia. Sin embargo, ningún país cuenta con registros sobre la ubicación de las armas químicas enterradas. China ha comenzado a reunir las armas abandonadas para su destrucción y entierro, siendo actualmente enterradas en el remoto condado de Dunhua, en Haerbaling, provincia de Jilin (吉林).

## Convención sobre Armas Químicas
Uno de los ejes de la Convención sobre Armas Químicas fue asignar la responsabilidad de la destrucción de viejas armas químicas en China. La Convención fue firmada en 1993 y de acuerdo con ella, todas las armas químicas creadas después de 1925 deben ser destruidas por el país de origen de las armas. En el marco del convenio, Japón está construyendo una fábrica en China para destruir las armas químicas.